# Sito di interesse comunitario
Il sito di interesse comunitario o sito di importanza comunitaria (SIC), è un concetto definito dalla direttiva comunitaria n. 43 del 21 maggio 1992, (92/43/CEE) Direttiva del Consiglio relativa alla conservazione degli habitat naturali e seminaturali e della flora e della fauna selvatiche, nota anche come Direttiva "Habitat", recepita in Italia a partire dal 1997.

## Definizione
In ambito ambientalistico il termine è usato per definire un'area:
- che contribuisce in modo significativo a mantenere o ripristinare una delle tipologie di habitat definite nell'Allegato I[non chiaro] o a mantenere in uno stato di conservazione soddisfacente una delle specie definite nell'Allegato II della direttiva Habitat[non chiaro];
- che può contribuire alla coerenza e connettività della rete di Natura 2000;
- e/o che contribuisce in modo significativo al mantenimento della biodiversità della regione in cui si trova.

Secondo quanto stabilito dalla direttiva, ogni stato membro della Comunità europea deve redigere un elenco di siti (i cosiddetti pSIC, proposte di siti di importanza comunitaria) nei quali si trovano habitat naturali e specie animali (esclusi gli uccelli previsti nella direttiva 79/409/CEE o direttiva Uccelli) e vegetali. Sulla base di questi elenchi, e coordinandosi con gli stati stessi, la Commissione redige un elenco di siti d'interesse comunitario (SIC). Entro sei anni dalla dichiarazione di SIC l'area deve essere dichiarata dallo stato membro zona speciale di conservazione (ZSC). L'obiettivo è quello di creare una rete europea di ZSC e zone di protezione speciale (ZPS) destinate alla conservazione della biodiversità denominata Natura 2000.
In Italia la redazione degli elenchi SIC e ZPS è stata effettuata a cura delle regioni e delle province avvalendosi della consulenza di esperti e di associazioni scientifiche del settore. Tutti i piani o progetti che possano avere incidenze significative sui siti e che non siano non direttamente connessi e necessari alla loro gestione devono essere assoggettati alla procedura di valutazione di incidenza ambientale.
In Italia, a dicembre 2012 risultano censiti 2 299 siti d'interesse comunitario.